# Comté de Jasper (Géorgie)
Pour les articles homonymes, voir Comté de Jasper.
Le comté de Jasper est un comté de Géorgie, aux États-Unis.

## Démographie
| 1810  | 1820   | 1830   | 1840   | 1850   | 1860   |
| ----- | ------ | ------ | ------ | ------ | ------ |
| 7 573 | 14 614 | 13 131 | 11 111 | 11 486 | 10 743 |

| 1870   | 1880   | 1890   | 1900   | 1910   | 1920   |
| ------ | ------ | ------ | ------ | ------ | ------ |
| 10 439 | 11 851 | 13 879 | 15 033 | 16 552 | 16 362 |

| 1930  | 1940  | 1950  | 1960  | 1970  | 1980  |
| ----- | ----- | ----- | ----- | ----- | ----- |
| 8 594 | 8 772 | 7 473 | 6 135 | 5 760 | 7 553 |

| 1990  | 2000   | 2010   | - | - | - |
| ----- | ------ | ------ | - | - | - |
| 8 453 | 11 426 | 13 900 | - | - | - |